# 鈍葉鳳尾蘚
鈍葉鳳尾蘚（学名：[Fissidens garberi] 错误：{{Lang}}：文本有斜体标记（帮助））为鳳尾蘚科鳳尾蘚屬下的一个种。

## 扩展阅读
- 維基物種上的相關：鈍葉鳳尾蘚